# Ian Holmes
Ian Michael Holmes (Wombwell, 8 dicembre 1950) è un calciatore inglese, di ruolo centrocampista.

## Carriera
Dopo aver giocato nelle giovanili dello Sheffield Utd viene aggregato alla prima squadra delle Blades (con cui esordisce tra i professionisti) nella stagione 1968-1969, all'età di 18 anni, con il club che era appena retrocesso in seconda divisione; nelle prime stagioni il suo ruolo nel club è tuttavia estremamente marginale, visto che in tre anni gioca solamente una partita di campionato, restando tuttavia in rosa anche al termine della stagione 1970-1971, conclusa con una promozione in prima divisione; in questa categoria, pur restando una riserva, gioca alcune partite: disputa infatti 2 incontri in prima divisione nella stagione 1971-1972 e 3 incontri nella stagione 1972-1973, la sua quinta ed ultima nel club di Sheffield.
Nell'estate del 1973 viene ceduto a titolo definitivo allo York City, con cui rimane per un quadriennio, giocando stabilmente da titolare (disputa 159 presenze su 174 partite massime teoricamente possibili in campionato, segnandovi anche 30 reti) in uno dei periodi di maggior successo nella storia dei Minstermen: nella stagione 1973-1974 il club conquista infatti una promozione in seconda divisione (categoria in cui non aveva mai giocato prima), rimanendovi poi per un biennio. Nell'estate del 1977, dopo due retrocessioni consecutive (dalla seconda alla terza e poi dalla terza alla quarta divisione), Holmes lascia il club, accasandosi sempre in quarta divisione all'Huddersfield Town, club con il quale nell'arco di un biennio di permanenza totalizza complessivamente 73 presenze e 21 reti in incontri di campionato. Va infine a giocare ai semiprofessionisti del Gainsborough Trinity, con i quali chiude la carriera.
In carriera ha giocato complessivamente 238 partite e segnato 51 reti nei campionati della Football League.